# 当麻鍾乳洞

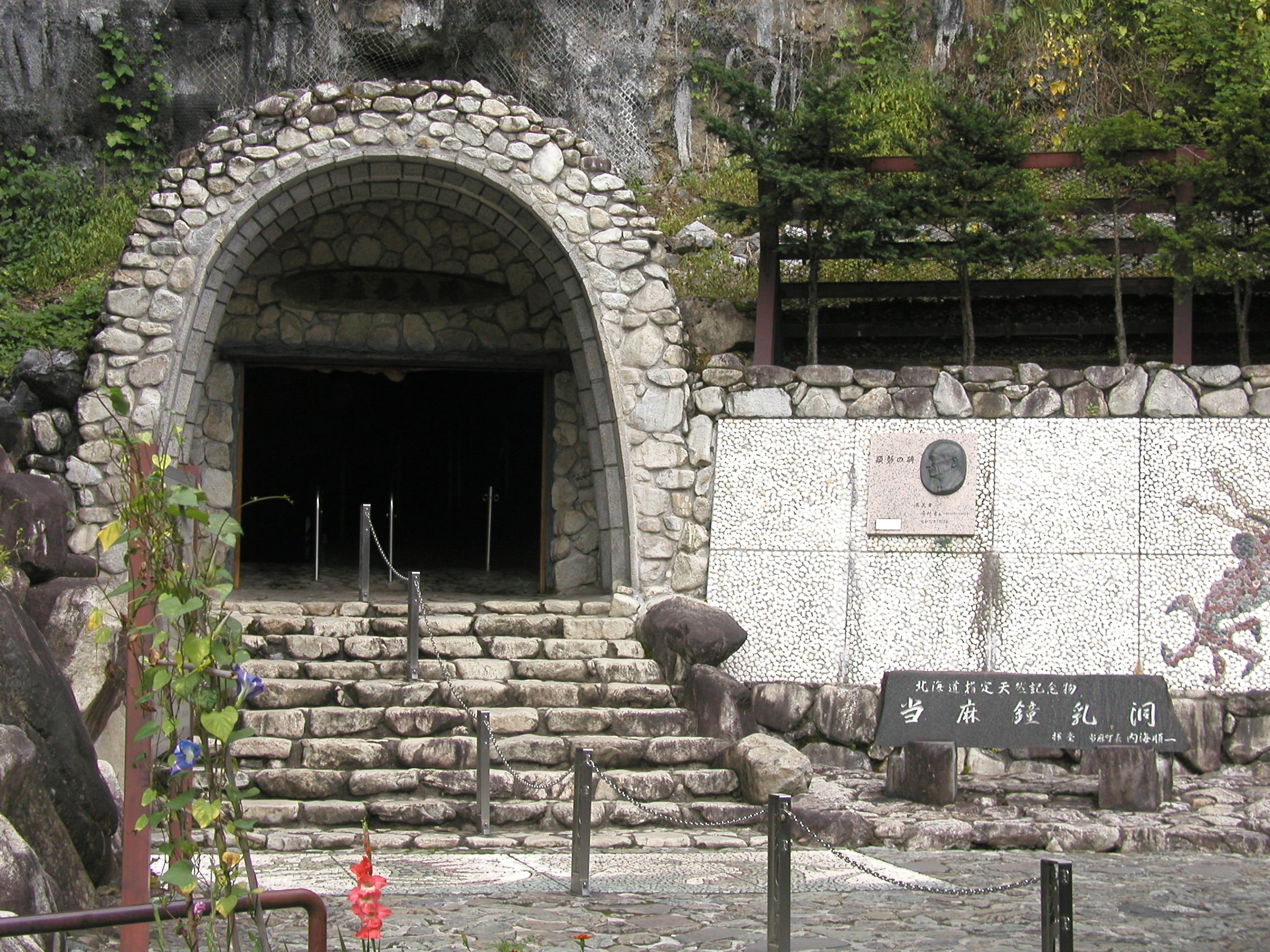
当麻鐘乳洞 入洞口

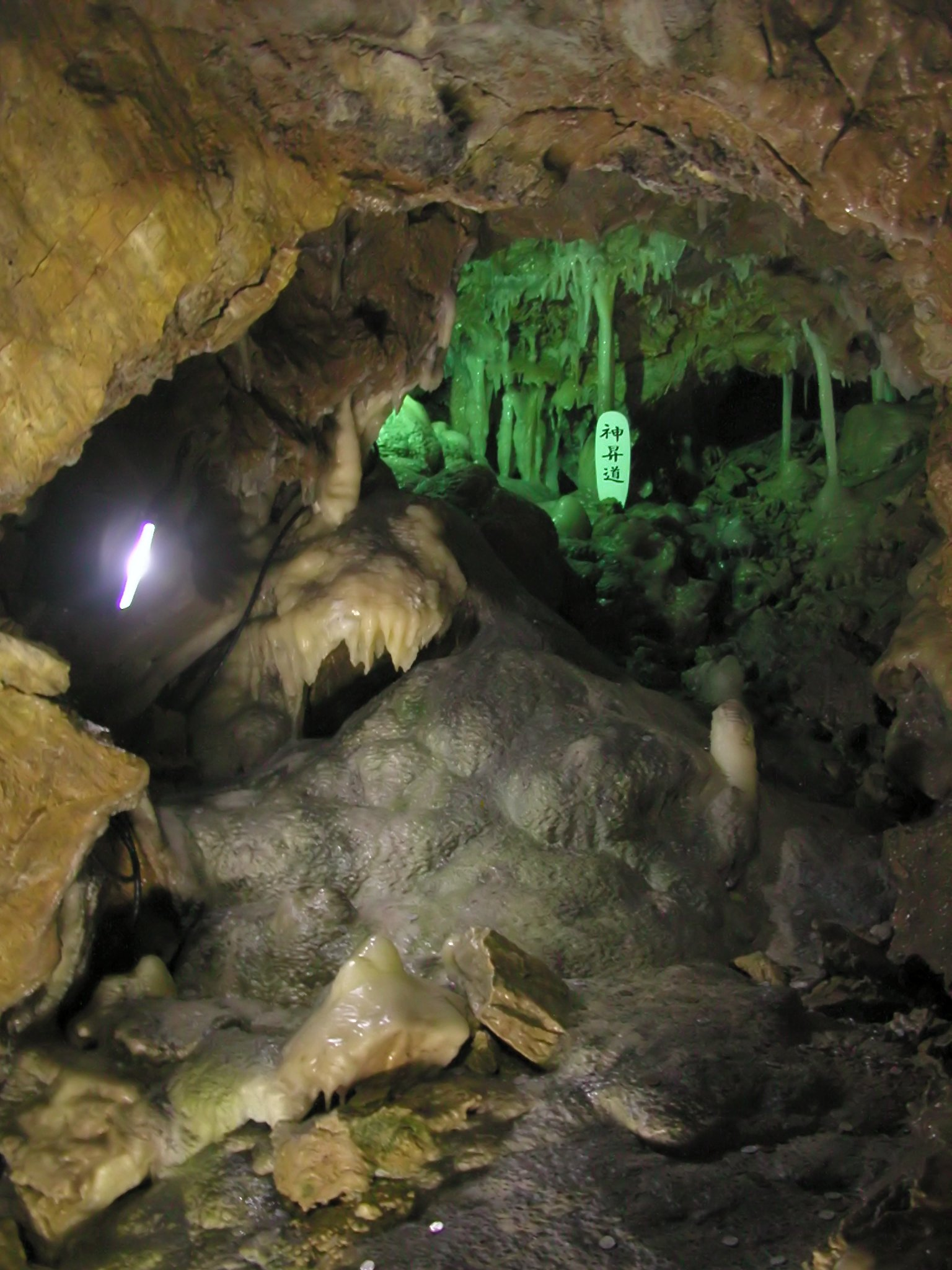
幸運の間 神昇道

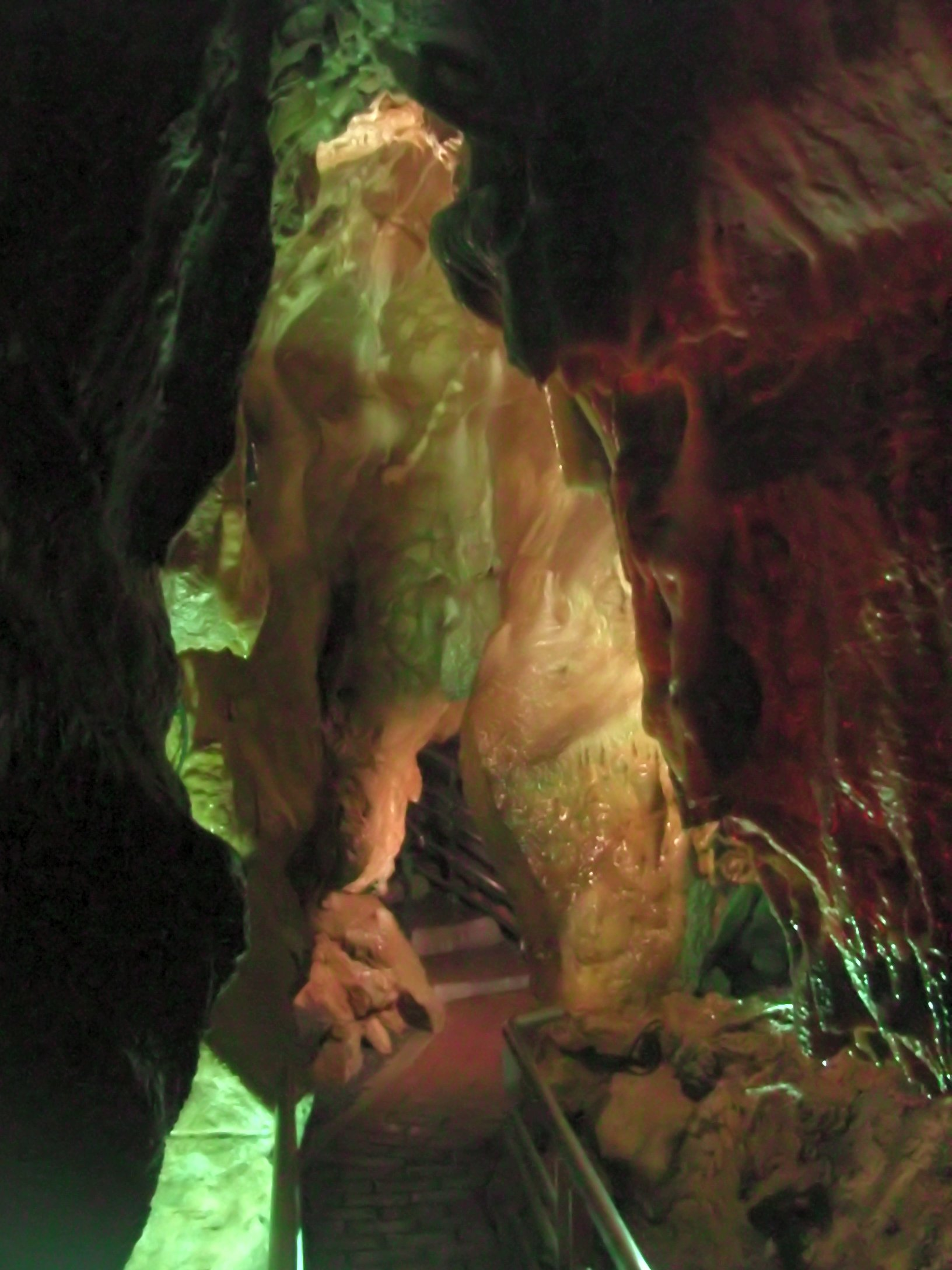
見学通路を跨ぐ鍾乳石

当麻鐘乳洞（とうましょうにゅうどう）は、北海道上川郡当麻町開明4区にある鍾乳洞である。1961年（昭和36年）3月17日に北海道指定天然記念物に指定されている。名称を表記する場合は“鍾”ではなく“鐘”を使用する。

## 概要
1957年（昭和32年）1月13日、石灰岩を採掘中に発見された。
規模は、面積約1500平方メートル、全長約135メートル、高さ7-8メートル。洞窟内部は5つの部屋に区切られ、それぞれが狭い通路で連結されている。洞内には様々な形状・大きさの鍾乳石が多数存在するが、いずれも不純物が少なく透明度の高い方解石結晶であることが特徴である。その中には、直径5ミリメートルほどで根本から先端まで直線状に伸びる鍾乳管（この鍾乳洞ではマカロニ鍾乳石と紹介されている）なども存在する。

## 施設案内
- 所在地：北海道上川郡当麻町開明4区
- 開洞期間：毎年おおむね4月下旬から10月下旬までの6か月間[3][4]。開洞期間中は無休。
- 開洞時間：9時から17時まで。
- 入洞料[5]
  - 個人：大人（高校生以上）600円、小人（小・中学生）400円。
  - 団体：大人（高校生以上）500円、小人（小・中学生）300円。
  - 団体料金は15名以上の場合に適用。幼児（小学生未満）は無料。
- 駐車場：無料駐車場あり。

## 交通案内
- JR石北本線当麻駅よりタクシーで15分 (10km)。
- 道央自動車道旭川北ICより車で30分 (20km)。
- 旭川空港より車で45分 (30km)。

## 関連事項
- 鍾乳洞
- 洞窟